# Pentecontecia
La Pentecontecia (en griego antiguo: πεντηκονταετία/pentēkontaetía, ‘período de cincuenta años’) es el término que se usa para referirse al período de la historia de Grecia que comprende desde la derrota de los persas en la segunda guerra médica en Salamina y Platea (480 y 479 a. C.), hasta el inicio de la guerra del Peloponeso en 433 a. C. El término es originario de Tucídides, quien lo usa en su descripción de este período. La Pentecontecia está marcada por la ascensión de Atenas como polis dominante en el mundo griego y el auge de la democracia ateniense. Como Tucídides se centra en estas evoluciones, el término es generalmente utilizado cuando se discute del desarrollo ateniense.
Poco después de la victoria griega en 480 a. C., Atenas asumió el liderazgo de la Liga de Delos, una coalición de ciudades estados que deseaban seguir con la guerra contra Persia. Esta liga experimentó una serie de éxitos y pronto se estableció como el poder militar dominante en el mar Egeo. Al mismo tiempo, el poder de Atenas seguía creciendo y con él el control sobre la Liga. Así, buen número de aliados se vieron reducidos pronto al estatus de meros contribuyentes y a mediados del siglo V a. C. la Liga se había transformado en el Imperio de Atenas. Atenas se beneficiaba enormemente de estos tributos, con lo que se dio un gran auge cultural y de embellecimiento de la ciudad; la democracia, mientras tanto, se convirtió en lo que hoy se conoce como democracia radical o de Pericles, en la cual la Ekklesía (Asamblea de ciudadanos) y los jurados tenían casi el total control sobre el estado.
Los últimos años de la Pentecontecia estuvieron marcados por el aumento de la conflictividad entre Atenas y los tradicionales poderes terrestres de Grecia. Entre 460 a. C. y 445 a. C., Atenas luchó contra una coalición de ciudades interiores en lo que ahora se llama primera guerra del Peloponeso (457-446/445 a. C.). Durante este conflicto, Atenas ganó y perdió el control sobre grandes áreas de la Grecia central. El conflicto finalizó con la Paz de los Treinta Años, que duró hasta el final de la Pentecontecia y el inicio de la guerra del Peloponeso.
La rotura de la paz fue provocada por una creciente tensión entre Atenas y varios aliados de Esparta. La alianza de Atenas con Córcira y el ataque sobre Potidea enojó a Corinto y el Decreto Megarense impuso estrictas sanciones económicas a Mégara, otro aliado de Esparta. Estas disputas, junto a la percepción general de que el poder de Atenas había crecido tanto que era peligroso, hicieron que se rompiera la Paz de los Treinta Años (446 -445 a. C.); la guerra del Peloponeso empezó en 431 a. C.